# Лебедина пісня (фільм)
«Лебедина пісня» (англ. Swan Song) — американський науково-фантастичний драматичний фільм сценариста і режисера Бенджаміна Клірі 2021 року.

## Сюжет
Коли у чоловіка діагностована невиліковна хвороба, йому пропонують суперечливе альтернативне рішення замінити себе клоном.

## У ролях
| Актор         | Роль         |
| ------------- | ------------ |
| Магершала Алі | Кемерон      |
| Наомі Гарріс  | Поппі        |
| Аквафіна      | Кейт         |
| Гленн Клоуз   | доктор Скотт |
| Адам Біч      | Далтон       |
| Лі Шортен     | Рафа         |
| Джейр Тінако  | Алекс        |
| Люк Камільєрі | Роб          |

## Виробництво
У лютому 2020 року було оголошено, що Apple TV+ придбала права на фільм за сценарій та режисурою Бенджаміна Клірі, а в головній ролі — Магершала Алі. У вересні до акторського складу була додана Наомі Гарріс. У листопаді Аквафіна та Гленн Клоуз приєдналися до акторського складу фільму. Адам Біч приєднався до складу акторського складу у грудні.
Зйомки фільму розпочалася 9 листопада 2020 року у Ванкувері, Канада. Зйомки завершились 6 лютого.

## Оцінки критиків
За даними Rotten Tomatoes, 80% зі 100 критиків позитивно оцінили фільм, надавши йому середню оцінку 6,6 бала з 10. На платформі Metacritic фільм отримав середній бал 66 зі 100 на основі відгуків 27 кінокритиків, що відповідає категорії «в цілому схвально».